# Tyrrell 005
O 005  é o modelo utilizado da Tyrrell na temporada de 1972 nos GPs: Áustria, Itália, Canadá e Estados Unidos, em 1973: Argentina, Brasil, África do Sul, Canadá e Estados Unidos, e em 1974: Argentina, Brasil e África do Sul de F1. Foi guiado por: Jackie Stewart, François Cevert, Chris Amon e Patrick Depailler. 

## Resultados[1]
(legenda) (em negrito indica pole position e itálico volta mais rápida)
| Ano  | Chassi | Motor                | Nº | Pilotos           | 1   | 2   | 3    | 4   | 5   | 6   | 7   | 8   | 9   | 10    | 11  | 12  | 13  | 14   | 15    | Pontos   | Posição |  |
| ---- | ------ | -------------------- | -- | ----------------- | --- | --- | ---- | --- | --- | --- | --- | --- | --- | ----- | --- | --- | --- | ---- | ----- | -------- | ------- |  |
|      |        |                      |    |                   |     |     |      |     |     |     |     |     |     |       |     |     |     |      |       |          |         |  |
|      |        |                      |    |                   | ARG | RSA | ESP  | MON | BEL | FRA | GBR | GER | AUT | ITA   | CAN | USA |     |      |       |          |         |  |
| 1972 | 005    | Ford Cosworth DFV V8 | 1  | Jackie Stewart    |     |     |      |     |     |     |     |     | 7 G | Ret G | 1 G | 1 G |     |      |       | 181 (51) | 2°      |  |
|      |        |                      |    |                   |     |     |      |     |     |     |     |     |     |       |     |     |     |      |       |          |         |  |
|      |        |                      |    |                   | ARG | BRA | RSA  | ESP | BEL | MON | SWE | FRA | GBR | NED   | GER | AUT | ITA | CAN  | USA   |          |         |  |
| 1973 | 005    | Ford Cosworth DFV V8 | 6  | Jackie Stewart    | 3 G |     |      |     |     |     |     |     |     |       |     |     |     |      |       | 62 (82)  | 2°      |  |
| 1973 | 005    | Ford Cosworth DFV V8 | 3  | Jackie Stewart    |     | 2 G |      |     |     |     |     |     |     |       |     |     |     |      |       | 62 (82)  | 2°      |  |
| 1973 | 005    | Ford Cosworth DFV V8 | 4  | François Cevert   |     |     | NC G |     |     |     |     |     |     |       |     |     |     |      |       | 62 (82)  | 2°      |  |
| 1973 | 005    | Ford Cosworth DFV V8 | 29 | Chris Amon        |     |     |      |     |     |     |     |     |     |       |     |     |     | 10 G | DNS G | 62 (82)  | 2°      |  |
|      |        |                      |    |                   |     |     |      |     |     |     |     |     |     |       |     |     |     |      |       |          |         |  |
|      |        |                      |    |                   | ARG | BRA | RSA  | ESP | BEL | MON | SWE | NED | FRA | GBR   | GER | AUT | ITA | CAN  | USA   |          |         |  |
| 1974 | 005    | Ford Cosworth DFV V8 | 4  | Patrick Depailler | 6 G | 8 G | 4 G  |     |     |     |     |     |     |       |     |     |     |      |       | 43 (52)  | 3º      |  |

↑1  Cevert marcou 6 pontos no Tyrrell 002, Stewart marcou 24 pontos no Tyrrell 003 e 3 pontos no Tyrrell 004.
↑2  Cevert marcou 24 pontos e Stewart 56 pontos no Tyrrell 006. 
↑3  Scheckter marcou 45 pontos e Depailler 3 pontos no Tyrrell 007